# Стріла-10
Стріла-10 (індекс ГРАУ — 9К35, за класифікацією МО США і НАТО — SA-13 Gopher, (укр. Ховрах)) — радянський зенітно-ракетний комплекс. Комплекс призначений для візуального спостереження та знищення повітряних цілей на малих висотах. Прийнятий на озброєння в 1976 році. Головний конструктор — О. Е. Нудельман.

## Історія створення
Роботи зі створення самохідного ЗРК «Стріла-10СВ» (інд. 9К35) почалися завдяки Постанові ЦК КПРС і РМ СРСР від 24 липня 1969 року.
Незважаючи на те, що у той же час розроблявся зенітний гарматно-ракетний комплекс «Тунгуска», створення невсепогодного простішого ЗРК, в порядку подальшого розвитку комплексу типу «Стріла-1», було визнано доцільним з економічної точки зору. При цьому також враховувалося тактичне призначення такого ЗРК як додаток до «Тунгуски», здатне забезпечити знищення низьколетячих, раптово виникаючих цілей, в умовах складної радіоелектронної та повітряної обстановки.
Поряд з зенітним ракетним комплексом «Стріла-10СВ» проводилися, але не були завершені роботи по корабельному комплексу, уніфікованому з ним, а також по комплексу «Стріла-11» на шасі БМД-1 для повітряно-десантних військ.
Творців ЗРК «Стріла-10СВ», що найбільше відзначилися (Нудельмана А. Е., Морейно М. А., Конюхова Є. Д., Терентьєва Г. С. та ін), нагородили Державною премією СРСР.

## Номенклатура ракет

### 9М37
Як основне озброєння служить твердопаливна керована зенітна ракета 9М37. Ракета виконана за схемою «качка».
Головка самонаведення працює в двоканальному режимі і забезпечує наведення за методом пропорційної навігації. Основним режимом є фотоконтрастний. Як запасний служить режим інфрачервоного наведення, який забезпечує обстріл цілей в умовах перешкод, на зустрічних і навздогінних курсах.
При використанні ІЧГСН для її охолодження витрачався рідкий азот, що знаходиться в корпусі контейнера ракети, в зв'язку з цим стеження за ціллю виконувалося тільки в фотоконтрастному режимі, і вже безпосередньо перед пуском ракети оператор навідник приймав рішення про додаткове використанні ІЧГСН в залежності від умов наявності візуальних перешкод.
Якщо ІЧГСН була використана, але пуск був скасований, то повторно ІЧГСН використовувати вже не можна через відсутність азоту.
Ззаду крил встановлені елерони, за допомогою яких здійснюється обмеження кутової швидкості обертання ракети.
У порівнянні з ЗКР 9М31, на 9М37 встановлена ефективніша бойова частина стрижневого типу, забезпечена неконтактним і контактним детонатором.
У разі промаху більше 4м через 16 секунд польоту ракета стає на запобіжник і падає.

### ЗКР 9М333
Зенітна керована ракета 9М333, призначена для заміни 9М37, була розроблена у 1980-х роках.
"ЗКР «Стрела 9М333» призначена для ураження в будь-який час року низко літаючих літаків і вертольотів в умовах застосування скиданих, парашутованих і модульованих організованих оптичних перешкод, а також дистанційно-пілотованих літальних апаратів і крилатих ракет. Ракета має три режими роботи головки самонаведення: фотоконтрастний, інфрачервоний і перешкодовий, що є її найважливішою перевагою над іншими ракетами подібного класу. ЗКР 9М333 дозволяє вести вогонь по принципу «вистрілив-забув».
Зенітна керована ракета (ЗКР) 9М333 оснащена новою головкою самонаведення (ГСН), автопілотом і бойовою частиною (БЧ), а також двигуном підвищеної ефективності та транспортно-пусковим контейнером. Нова бойова частина має масу 5 кг (проти 3 кг у ЗКР 9М37). Підвищена ймовірність ураження цілей за рахунок збільшення розривного заряду і розмірів вражаючих елементів. Довжина ракети збільшена до 2,23 м. Ракета 9М333 може бути використана всіма модифікаціями комплексу «Стрела-10».
В грудні 2020 року концерн «Калашников» повідомив про завершення випробувань ракети «Стрела 9М333» та початок їх серійного виробництва в інтересах Міністерства оборони Російської Федерації.

## Модифікації

### ЗРК «Стріла-10СВ»
Відповідно до тактико-технічних вимог, комплекс «Стріла-10СВ» повинен був забезпечувати ураження цілей, що летять зі швидкістю до 415 м/с на зустрічних курсах (на навздогінних курсах — до 310 м/с) на висоті від 25 м до 5 км, на дальності від 0.8-1.2 до 5 км при параметрі до 3 км. Ймовірність ураження однією керованою ракетою одиночної цілі, що маневрує з перевантаженнями 3-5 g, повинна була становити мінімум 0.5-0.6 при наявності цілевказівок від засобів управління протиповітряної оборони полку при відсутності пасток і перешкод.
Цілі повинні були знищуватись комплексом як автономно (при візуальному виявленні цілей), так і у складі системи централізованого управління. У другому варіанті прийом цілевказівок надходив від пункту управління ПУ-12(М) по мовному радіоканалу.
Перевозимий боєкомплект повинен був нараховувати 12 зенітних керованих ракет. Комплекс 9К35 повинен транспортуватися літаками (Мі-6 і Ан-12Б), а також мати можливість долати вплав водні перешкоди. Маса бойової машини обмежувалася величиною 12.5 тис. кг.
Як і при розробці зенітного ракетного комплексу «Стріла-1», головним розробником комплексу 9К35 у цілому, ракети 9М37, апаратури пуску зенітної керованої ракети і контрольно-перевірочної машини визначили КБТМ (КБ точного машинобудування) МОП (раніше ОКБ-16 ГКОТ). Головною організацією з розробки головки самонаведення і неконтактного детонатора керованої ракети було призначено ЦКБ «Геофізика» МОП (ЦКБ-589 ГКОТ).

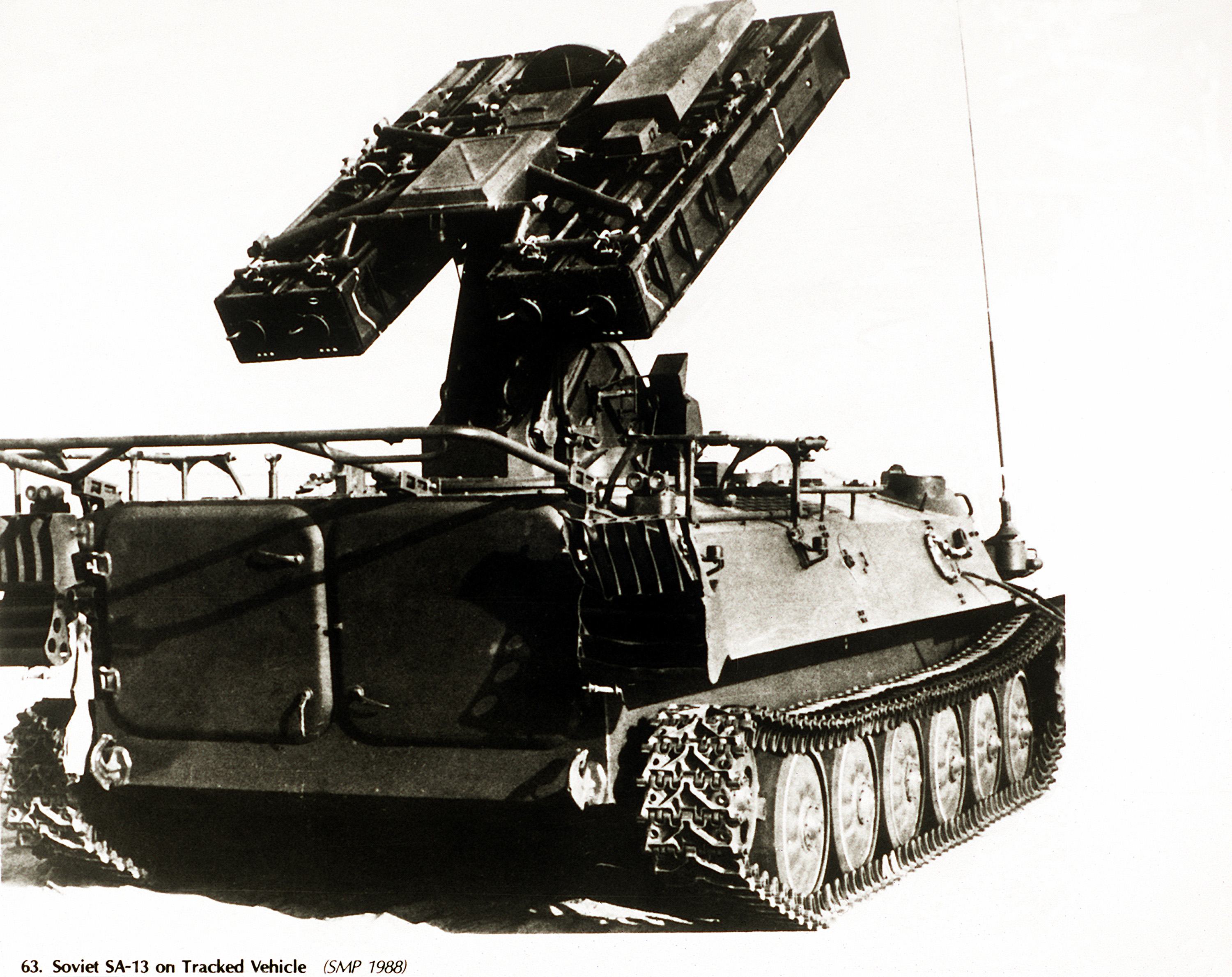
Радянська «Стріла-10»

Крім того, до розробки комплексу залучалися НІІЕП (Науково-дослідний інститут електронних приладів) МОП, ЛОМО (Ленінградське оптико-механічне об'єднання) МОП, ХТЗ (Харківський тракторний завод) МСХМ, НДІ «Пошук» МОП і Саратовський агрегатний завод МОП.
До початку 1973 р. зенітний ракетний комплекс «Стріла-10СВ» у складі БМ (бойової машини) 9А35, оснащеної пасивним радіопеленгатором, бойової машини 9А34 (не має пасивного радіопеленгатора), зенітної керованої ракети 9М37 та контрольно-перевірочної машини пред'явили для проведення спільних випробувань. ЗРК «Стріла-10СВ» випробовувався на Донгузьському полігоні (керівник полігону Дмитрієв OK) у період з січня 1973 по травень 1974 рр.
Розробники зенітного ракетного комплексу після закінчення випробувань представники 3 НДІ МО і ГРАУ МО висловилися за прийняття ЗРК на озброєння. Але голова комісії з проведення випробувань, представники Управління начальника військ Протиповітряної оборони Сухопутних військ та полігону були проти, оскільки комплекс «Стріла-10СВ» не повністю відповідав вимогам за рівнем імовірності ураження цілей, показниками надійності БМ, по можливості ведення вогню на плаву. Компонуванням БМ не забезпечувалася зручність роботи обслузі. Комісією було рекомендовано взяти комплекс на озброєння після усунення зазначених недоліків. У зв'язку з цим ЗРК 9К35 взяли на озброєння за Постановою ЦК КПРС і РМ СРСР від 16 березня 1976 після проведення доопрацювань.
Організаційно зенітні ракетні комплекси 9К35 об'єднувалися у взвод «Стріла-10СВ» ракетно-артилерійської батареї (взвод комплексу «Тунгуска» та взвод «Стріла-10СВ») зенітного дивізіону танкового (мотострілецького) полку. До складу взводу входили одна бойова машина 9А35 і три машини 9А34. Як батарейний КП використовували пункт управління ПУ-12(М), який надалі повинен був замінити уніфікований батарейний КП «Ранжир».
Централізоване управління ЗРК «Стріла-10СВ», що входять до складу батареї і дивізіону полку, повинно було здійснюватися так само, як і ЗРК «Тунгуска» — за рахунок передачі цілевказівок і команд від командного пункту ППО полку і батарейного командирського пункту радіотелефонними засобам (до обладнання комплексів апаратурою передачі даних) та радіотелекоду (після дообладнання).

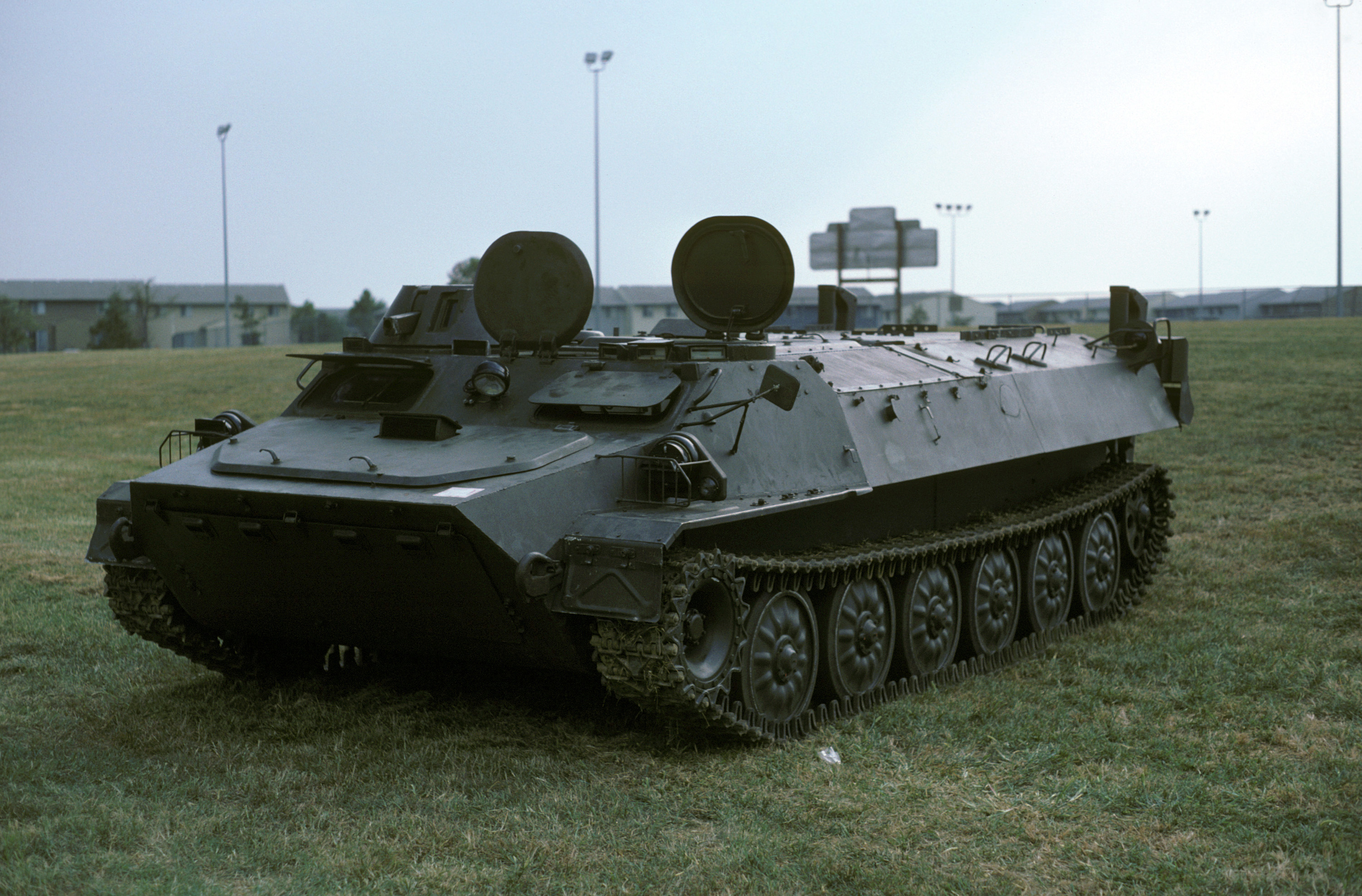
Бронетранспортер МТ-ЛБ.

ЗРК 9К35, на відміну від комплексу «Стріла-1М», розміщувався не на колісній БРДМ-2, а на багатоцільовому гусеничному тягачі МТ-ЛБ, вантажопідйомність якого дала можливість збільшити транспортований боєкомплект до восьми зенітних керованих ракет у транспортно-пускових контейнерах (4 — в корпусі машини і 4 — на напрямних пускового пристрою). При цьому було необхідне тривале відпрацювання приладового обладнання БМ, на яке впливали вібрації гусеничного шасі, які були не властиві колісним машинам, що застосовувалися раніше.
У комплексі «Стрєла-10СВ» використовували не мускульну силу оператора як у ЗРК «Стріла-1М», а електропривод пускового пристрою.
До складу ЗКР 9М37 ЗРК «Стріла-10СВ» входила двоканальна ГСН. На додаток до фотоконтрастного каналу, застосованому у комплексі «Стріла-1М», використовувався інфрачервоний (тепловий) канал, що підвищувало бойові можливості комплексу при стрільбі назустріч і навздогін цілі, а також при сильних перешкодах. Фотоканал міг використовуватися як резервний, оскільки на відміну від теплового, не потребував охолодження, яке могло забезпечуватися лише при одноразовій передпусковій підготовці керованих ракет.
Для обмеження швидкості проворота ЗКР по крену, на ракеті застосовані окремо стоячі роллерони, розташовані позаду крил.
При збереженні розмаху крила і діаметра корпусу керованої ракети комплексу «Стріла-1» довжину ракети 9М37 збільшили до 2.19 м.
Щоб підвищити ефективність бойового спорядження при збереженні колишньої ваги (3 кілограма) осколково-фугасної БЧ, у бойовій частині керованої ракети 9М37 використовувалися різальні (стрижневі) вражаючі елементи.
Введення до складу ЗРК «Стріла-10СВ» апаратури оцінки зони пуску (інд. 9С86), яка автоматично виробляла дані для відпрацювання необхідних кутів випередження, давало можливість своєчасно здійснювати запуски ракет. Основу 9С86 становили міліметровий когерентно-імпульсний радіодальномір, який забезпечував визначення дальності до цілей (в межах 430-10300 метрів, максимальна похибка — до 100 м) і радіальної швидкості цілі (максимальна похибка — 30 м/с), а також лічильно-обчислювальний аналого-дискретний пристрій, що визначає межі зони запуску (максимальна похибка від 300 до 600 метрів) і кути попередження при запуску (середня похибка 0,1-0,2 градуса).
У ЗРК «Стріла-10СВ» з'явилася можливість вести вогонь по більш швидкісним цілям у порівнянні з комплексом «Стріла-1М»; межі зони ураження розширилися. Якщо «Стріла-1М» від природних і організованих оптичних перешкод захищений не був, то комплекс «Стріла-10СВ» під час роботи з використанням теплового каналу головки самонаведення був повністю захищений від природних перешкод, а також певною мірою — від одиночних оптичних навмисних перешкод-пасток. При цьому, у зенітному комплексі «Стріла-10СВ» залишалися багато обмежень ефективного вогню з використанням теплового та фотоконтрастного каналів головки самонаведення керованої ракети.

### ЗРК «Стріла-10М»
За спільним рішенням Міноборонпрому і ГРАУ МО і тактико-технічним завданням, узгодженим між ними, розробники комплексу «Стріла-10СВ» в 1977 р. провели його модернізацію за рахунок удосконалення головки самонаведення ракети і апаратури пуску ракет БМ 9А34 і 9А35. Комплексу дали назву «Стріла-10М» (інд. 9К35М).
Головка самонаведення ракети 9М37М розділяла ціль і організовані оптичні перешкоди за траєкторними ознаками, що знижувало ефективність теплових перешкод-пасток.
За іншими характеристиками ЗРК 9К35М залишився аналогічним «Стріла-10СВ», крім деякого збільшення (на 3 с) робочого часу при веденні вогню в умовах перешкод.
Випробування зенітного комплексу 9К35М проводилися у січні-травні 1978 року на Донгузьськом полігоні. ЗРК «Стріла-10М» була взята на озброєння у 1979 р.

### ЗРК «Стріла-10М2»
У 1979—1980 роках за дорученням ВПК від 31 червня 1978 була проведена подальша модернізація комплексу «Стріла-10М».
В ході модернізації в бойову машину комплексу була додана апаратура 9В179-1 автоматизованого прийому цілевказівки від батарейного КП ПУ-12М або КП начальника протиповітряної оборони полку ППРУ-1 («Овод-М-СВ») і від радіолокаційних станцій виявлення, які оснащені апаратурою АСПД-У, а також апаратуру відпрацювання цілевказівок, що забезпечує автоматизоване наведення на ціль пускового пристрою. У комплект бойових машин ЗРК введені поплавці з пінополіуретану, що відкидаються від бортів машин, призначених для подолання вплав водних перешкод з кулеметом і повним боєкомплектом керованих ракет, а також додаткова радіостанція Р-123М, що забезпечує прийом телекодової інформації.
Полігонні випробування дослідного зразка ЗРК, який отримав найменування «Стріла-10М2» (інд. 9К35М2), проводилися на Донгузьському полігоні.
В результаті випробувань було встановлено, що у заданій зоні ураження при використанні автоматизованого прийому та відпрацювання цілевказівок (при самонаведення керованих ракет без перешкод по фотоконтрастному каналу) зенітний ракетний комплекс забезпечує ефективність вогню однією ракетою по винищувачам на зустрічному курсі, 0.3 на дальності 3.5 тис. м і 0.6 в діапазоні від 1.5 тис. м до ближньої межі зони. Це перевищувало ефективність вогню ЗРК «Стріла-10М» на тих же відстанях на 0.1-0.2. Це досягалося завдяки збільшенню дальності виявлення цілі до 8.4 км, скороченню робочого часу при цілевказівці до 6.5 с, збільшенню частости непропуску цілі до 1, скорочення часу доведення цілевказування до оператора і відпрацювання цілевказування.
ЗРК «Стріла-10М2» взята на озброєння у 1981 році.

### ЗРК «Стріла-10М3»

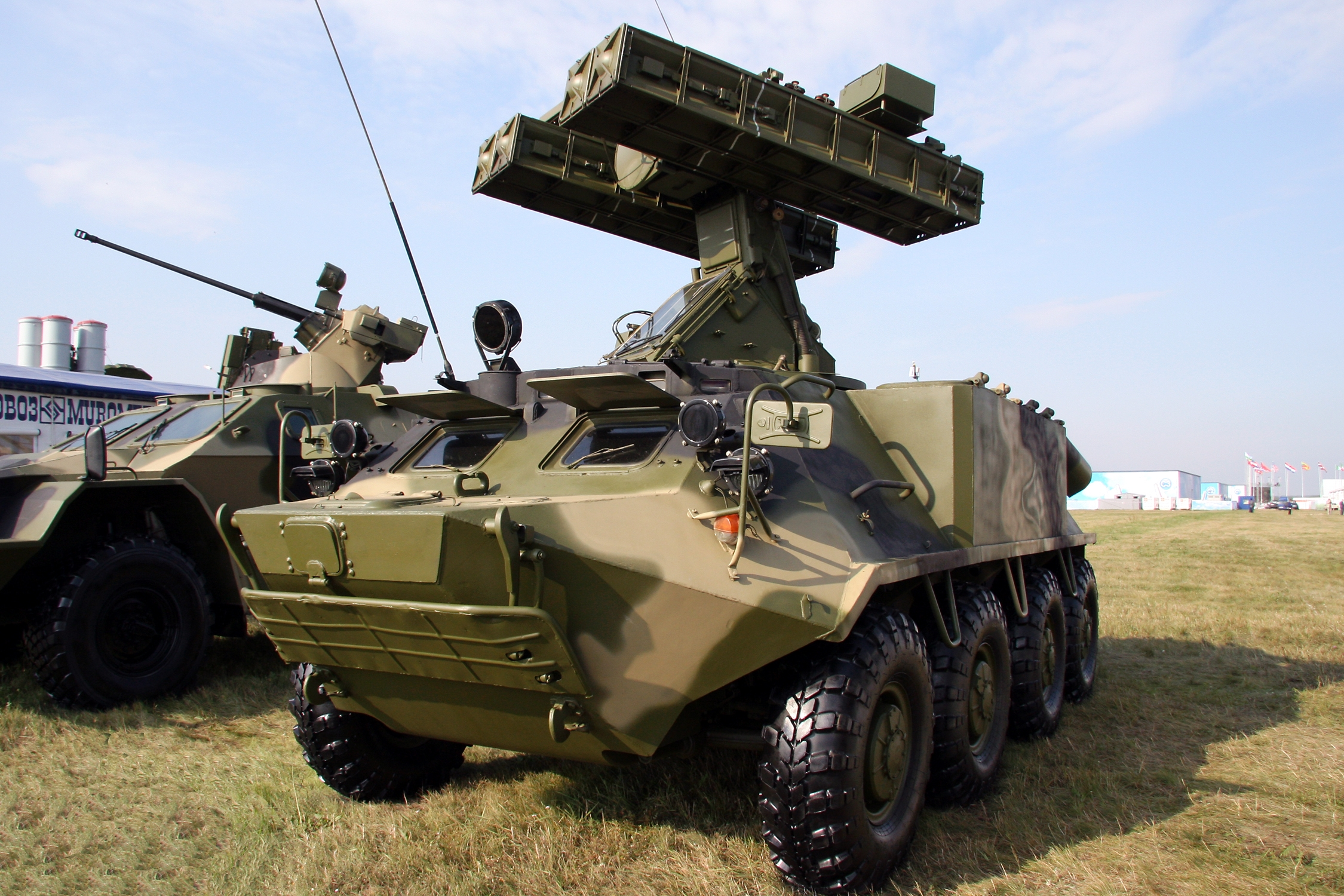
Бойова машина 9А35М3-К «Стріла-10М3-К». Колісний варіант на базі БТР-60.

З ініціативи 3 НДІ і ГРАУ Міноборони, а також наступним за нею рішенням ВПК № 111 від 01 квітня 1983 р., в період з 1983 по 1986 роки провели під шифром «Китобій» модернізацію ракетного комплексу «Стріли-10М2». Модернізацію здійснювала кооперація підприємств, які розробляли комплекс «Стріла-10» та інші його модифікації.
Модернізований ЗРК, у порівнянні з комплексом «Стріла-10М2», повинен був мати збільшену зону ураження, а також володіти більш високою перешкодозахищеністю і ефективністю в умовах організованих інтенсивних оптичних перешкод, забезпечувати вогонь по всіх типах повітряних низьколетячих цілей (вертольотам, літакам, дистанційно-пілотованим апаратам, крилатим ракетам).
Спільні випробування дослідного зразка зенітного ракетного комплексу «Китобій» проводили в лютому-грудні 1986 року в основному на Донгузьському полігоні. Частину дослідних стрільб провели на Ембенському полігоні.
Після доопрацювання керованої ракети 9МЗЗЗ, ракетний комплекс у 1989 році був прийнятий на озброєння РА під назвою «Стріла-10М3» (інд. 9К35М3).
БМ 9А34М3 і 9А35М3 входять до складу зенітного комплексу оснащувалися новим оптичним візиром з двома каналами з кратністю збільшення і змінними полем зору: широкопольний канал — з полем зору 35 градусів і збільшенням х1,8 і вузькопольний канал — з полем зору 15 градусів і збільшенням х3,75 (забезпечувало збільшення на 20-30 % дальності виявлення малорозмірних цілей), а також удосконаленою апаратурою пуску керованих ракет, яка дозволяла здійснювати надійне захоплення цілі головкою самонаведення.
Нова керована ракета 9М333, у порівнянні з 9М37М, мала доопрацьовані контейнер і двигун, а також нову головку самонаведення з трьома приймачами в різних спектральних діапазонах: інфрачервоний (тепловий), фотоконтрастний і перешкодовий з логічною вибіркою цілі на тлі оптичних перешкод за траєкторними і спектральними ознаками, що значно збільшило перешкодозахищеність ЗРК.
Новим автопілотом забезпечувалася більш стійка робота головки самонаведення і контуру управління керованої ракети у цілому в різних режимах пуску ракети і польоту, в залежності від фонової (завадової) обстановки.
Нові неконтактні детонатори керованої ракети виконувалися на основі 4-імпульсних лазерних випромінювачів, оптичної схеми, яка формувала восьмипроменеву діаграму спрямованості, і приймача сигналів, відбитих від цілі. Подвоєна, у порівнянні з ракетою 9М37, кількість променів збільшило ефективність ураження цілей малих розмірів.
Бойова частина ракети 9М333 володіла збільшеною вагою (5 кілограм замість 3-х у ракеті 9М37) і оснащувалася стрижневими вражаючими елементами більшої довжини і більшого перерізу. Завдяки збільшенню розривного заряду, підвищилась швидкість розльоту осколків.
До складу контактного детонатора входили запобіжно-детонуючий пристрій, пусковий пристрій механізму самоліквідації, контактний датчик цілі і передавальний заряд.
У цілому, ракета 9М333 була значно досконалішою за ЗКР 9М37, але не задовольняла вимогам по ураженню на пересічних курсах малорозмірних цілей і по працездатності при значних температурах (до 50° С), що зажадало доопрацювання після завершення спільних випробувань. Довжину ракети збільшили до 2,23 метрів.
Ракети 9М333, 9М37М могли використовуватися у всіх модифікаціях ЗРК «Стріла-10».
Комплексом 9К35М3 при оптичній видимості забезпечувалася ураження вертольотів, літаків тактичної авіації, а також ДПЛА (дистанційно-пілотовані літальні апарати) та КР в умовах природних перешкод, а також літаків і вертольотів в умовах застосування організованих оптичних перешкод.
Комплексом забезпечувалася не менша, ніж у ракетного комплексу 9К35М2, ймовірність і зона ураження на висотах 25-3500 метрів літаків, що летять зі швидкістю до 415 м/с на зустрічних курсах (310 м/с — навздогін), а також вертольотів зі швидкостями до 100 м/с. ДПЛА зі швидкостями 20-300 м/с і крилаті ракети зі швидкістю до 250 м/с на висотах 10-2500 м (у фотоконтрастному каналі — понад 25 м).
Ймовірності і дальності ураження цілей типу F-15, що летять зі швидкостями до 300 м/с, при зустрічному вогні з курсовими параметрами на висотах до 1 км, при відстрілі оптичних перешкод вгору зі швидкістю 2.5 секунд, знижувалися до 65 відсотків у фотоконтрастному каналі і до 30 %-50 % у тепловому каналі (замість допустимого зниження на 25 % за технічним завданням). В іншій частині зони ураження і при відстрілі перешкод вниз, зниження ймовірностей і дальностей ураження не перевищувала 25 відсотків.
У ЗРК 9К35МЗ була можливість запуску, що забезпечувала надійне захоплення цілі ГСН ракети 9М333 при оптичних перешкодах.
Робота комплексу забезпечувалася використанням машини техобслуговування 9В915, контрольно-перевірочної машини 9В839М і системи зовнішнього електричного живлення 9І111.

### ЗРК «Стріла-10М4» («Стріла-10МН»)
Зенітний ракетний комплекс «Стріла-10М4» є модернізацією ЗРК «Стріла-10М», «Стріла-10М2», «Стріла-10М3».
Проект модернізації підготовлений АТ «Конструкторське бюро точного машинобудування ім. О. Е. Нудельмана». Призначений для захисту військових підрозділів у різноманітних формах бою і на марші від засобів повітряного нападу і розвідки, що атакують в пікіруванні або летять на малих і надмалих висотах. Мета модернізації — забезпечення роботи комплексу будь-коли протягом доби та за умов обмеженої видимості, а також можливості автономного автоматичного секторного пошуку цілей. Досягається шляхом включення до складу комплексу тепловізійної системи, автомата захоплення і супроводження цілі та блоку сканування.
Спектральний діапазон тепловізійного каналу складає 3-5 мкм і відповідає спектральному діапазону голівки самонаведення (ГСК) ЗКР 9М333 (9М37М, 9М37МД).
Основні принципи модернізації:
- збереження припустимих для бойової машини (БМ) масо-габаритних характеристик і енергетичного балансу при розміщенні нової апаратури;
- мінімальний обсяг доопрацювань конструкції пускової установки та БМ в цілому;
- мінімально можлива кількість блоків та з'єднувальних кабелів нової апаратури, враховуючи складність їхнього монтажу та трасування в середині БМ;
- мінімально можливе доопрацювання штатного обладнання БМ, схеми електричних з'єднань без порушення наявних функційних зв'язків між складовими частинами апаратури БМ;
- збереження функцій бойової обслуги згідно з наявною експлуатаційною документацією;
- забезпечення максимально можливої адаптації оператора БМ при роботі вдень зі штатним оптичним візиром і вночі з відеоспостережним приладом.

Модернізація не торкнулась зенітних ракет, а торкнулась лише бойової машини. При цьому, про виробництво нових машин не йшлося, модернізації підлягали вже наявні комплекси.
Комплекс може працювати автономно, відстежуючи цілі в заданому секторі. Відсутність радіовипромінювання в такому разі дозволяє уникнути його виявлення засобами технічної розвідки. Може працювати в парі з радіолокаційною станцією 1Л122 «Гармонь».

### Стріла-10 «Луч»
Варіант модернізації розроблений КБ «Луч», вперше представлений широкому загалу на виставці «Зброя та безпека — 2021» в червні 2021 року в Києві.
Модернізований ЗРК «Стріла-10» отримає керовану ракету Р-10-ОФ — зенітну версію універсальної керованої ракети РК-10 розробки так само КБ «Луч». На модернізованому зразку оптичний візир замінено на оптико-електронну станцію (ОЕС), яка дозволить значно покращити характеристики по виявленню та супроводу цілей.
Ракета наводиться на ціль лазерним променем із супроводженням цілі в автоматичному режимі. Швидкість ракети, що оснащена двома двигунами, складає 750 м/с. Максимальна дальність стрільби ракетою складає 10 км. Маса ракети — 38 кг, маса ракети разом з транспортно-пусковим контейнером — 62 кг. Довжина транспортно-пускового контейнера — 2144 мм, діаметр ТПК — 190 мм.

## Оператори
Серійне виробництво БМ всіх модифікацій ЗРК «Стріла-10СВ» організували на Саратовському агрегатному заводі, а ракет — на Ковровському механічному заводі.
Зенітні ракетні комплекси «Стріла-10СВ» поставлялися у деякі зарубіжні країни і використовувалися у близькосхідних і африканських військових конфліктах. ЗРК цілком виправдали своє призначення як на навчаннях, так і у бойових діях.
- СРСР — перейшли до країн, що утворились після розпаду
- Росія:
  - Сухопутні війська Росії — 800 SA-9 Gaskin та SA-13 Gopher, станом на 2010 р.[9]
  - Морська піхота Росії — 50 SA-9 Gaskin та SA-13 Gopher, станом на 2010 р.[10]
- Азербайджан — близько 40 SA-13 Gopher, SA-4 Ganef, SA-8 Gecko, станом на 2010 р.[11]
- Ангола — 10 SA-13 Gopher, ймовірно непридатні для ведення бою, станом на 2010 р.[12]
- Афганістан — деяка кількість SA-13 Gopher, станом на 2010 р.[13]
- Білорусь — 350 SA-11 Gadfly/SA-12A Gladiator/SA-12B Giant (Twin)/SA-13 Gopher/SA-8 Gecko, станом на 2010 р.[14]
- Боснія і Герцеговина — 1 9К33М3, станом на 2010 р.[15]
- Грузія — деяка кількість SA-13 Gopher, станом на 2010 р.[16]
- Індія — 250 SA-13 Gopher, станом на 2010 р.[17]
- Йорданія — 92 SA-13 Gopher, станом на 2010 р.[18]
- Ємен:
  - Сухопутні війська Ємена — деяка кількість SA-13 Gopher, станом на 2010 р.[19]
  - Війська ППО Ємена — деяка кількість SA-13 Gopher, станом на 2010 р.[19]
- Куба — деяка кількість SA-13 Gopher, станом на 2010 р.[20]
- Ліван — деяка кількість SA-13 Gopher, станом на 2010 р.[21]
- Республіка Абхазія — декілька 9К33 «Стріла-10», станом на 2007 рік[22]
- Макао — 8 SA-13 Gopher, станом на 2010 р.[23]
- Сирія — 30 SA-13 Gopher, станом на 2010 р.[24]
- Словаччина — 48 SA-13 Gopher, станом на 2010 р.[25]
- Туреччина — 13 SA-13 Gopher, станом на 2010 р.[26]
- Україна — певна кількість 9К35 «Стріла-10» на озброєні Сухопутних військ, станом на 2021 р.[27]
- Чехія — деяка кількість SA-13 Gopher, станом на 2010 р.[28]

## Бойове застосування

### Буря в пустелі
Ірак мав в розпорядженні декілька працюючих систем «Стріла-10» на початку операції 1991 р. визволення Кувейту з-під окупації. В боях було втрачено від зенітної артилерії та ракет 14 літаків.
Вважається, що принаймні два літака А-10 було втрачені від систем Стріла-10.

### Косово
Один, або два А-10 були вражені сербськими системами «Стріла-10». Обидва літака повернулись на базу та після ремонту повернулись на службу.

### Друга Карабаська війна
В перші дні війни було знищено 3 комплекси 9К35 «Стріла-10» збройних сил НКР.

### Російсько-Українська війна
19 березня 2022 року було захоплено трофейний комплекс «Стріла-10» російських окупантів.
Українські військові застосовували «Стріла-10» для боротьби з російськими розвідувальними БПЛА.

## Характеристики
Основні характеристики зенітних ракетних комплексів типу «Стріла-10»: Найменування «Стріла-10СВ» / «Стріла-10М» / «Стріла-10М2» / «Стріла-10М3»;
- Зона ураження:
  - По дальності: від 0,8 км до 5 км
  - По висоті: від 0,025 км до 3,5 км / від 0,025 км до 3,5 км / від 0,025 км до 3,5 км / від 0,01 км до 3,5 км
  - По параметру: до 3 км
- Ймовірність ураження винищувача за допомогою однієї ЗКР: 0.1 … 0.5 / 0.1 … 0.5 / 0.3 … 0.6 / 0.3 … 0.6
- Максимальна швидкість цілі, що уражається (назустріч/навздогін): 415/310 м/с
- Час реакції: 6,5 с / 8.5 с / 6.5 с / 7 с;
- Швидкість польоту зенітної керованої ракети: 517 м/с;
- Маса ракети: 40 кг / 40 кг / 40 кг / 42 кг;
- Маса бойової частини: 3 кг / 3 кг / 3 кг / 5 кг;
- Число керованих ракет на бойовій машині: 8 шт.